# Роял Реймънд Райф
Д-р Роял Реймънд Райф (16 май 1888 – 5 август 1971) е американски медик, учен и изобретател. Гениален оптик. Създава микроскоп с който наблюдава вируси и бактерии на живо. Това му позволява да намира честотата на електромагнитната вълна при която наблюдаваният микроорганизъм бива унищожен. Облъчването на обекта става с лампа от типа на рентгеновите, но напълнена с инертен газ (хелий, аргон) и не произвежда рентгенови лъчи. Така с определена честота се премахват само микроорганизмите умиращи от резонанса с нея.

## Биография
Роден е в град Елкхорн (Elkhorn), щата Небраска (присъединен към Омаха, 2007). Произхожда от семейство с германски произход. Баща му е машинен инженер. Немският акцент на Райф сочи, че в тяхното семейство се е общувало предимно на този език. Завършва образованието си в Университет „Джонс Хопкинс“ и в Хайделбергския университет.
Мечтата му е да създава оптични микроскопи с изключително висока резолюция. В преследване на целите си заминава за Германия. В продължение на 6 години работи за научно–изследователския център на „Карл Цайс“.
След завръщането си в САЩ е нает за личен шофьор на Х. Х. Тимкин – богат автомобилен магнат и филантроп. Постепенно д-р Райф спечелил уважението и благосклонността на работодателя си, пред когото често изказвал съжаление, че му се е наложило поради безпаричие да изостави работата си. Когато Тимкин и бизнес партньорът му Бриджис разбрали какво всъщност се опитва да постигне д-р Райф, незабавно решили да подкрепят изследванията му, учредявайки фонд за финансиране. В имението на Тимкин (Пойнт Лома, Калифорния) била обзаведена лаборатория оборудвана с най-прецизната за времето си апаратура, където д-р Райф продължил методичните си проучвания, като се насочил към метода, който обмислял от много години.

### Призматичен хетеродинен микроскоп
Прогресът на медицината зависи много от съвършенството на уредите, с които тя борави. При липсата на нови оптически инструменти с по-голяма прецизност напредъкът започнал да забавя хода си. Вирусите остават абсолютно невидими, когато културите се гледат през стандартния тогава тъмно полеви микроскоп на Цайс. Другите учени вече се били насочили към разработката на различни видове електронни микроскопи, въпреки техния главен недостатък – електронните лъчи убиват живата материя и на получените от тях изображения може да се наблюдава единствено мъртва материя. Д-р Райф разбирал, че проекционният микроскоп е най-доброто и най-простото средство за увеличаване на безкрайно малки обекти. Решил да запълни цялата тръба на микроскопа с цилиндрични кварцови призми. Така нямало да има различия в индекса на отражение по цялата дължина на оптичния път. Кварцовите призми щели да „отварят“ всяка конвергенция на лъчите и да ги поддържат напълно успоредни. Така пристигналият в окуляра образ щял да бъде ярък и с изключително висока резолюция. Тази конфигурация от кварцови призми накарала лъчите да се движат на зигзаг в 22 светлинни ивици. Вътрешният оптичен път се състоял изцяло от 22 кварцови цилиндъра, между които били поставени лещи. Сякаш цялото устройство представлявало един-единствен кристал с различни повърхности. Този метод гарантирал идеалното качество на крайното изображение. Към конструкцията било добавено и второ оптическо нововъведение. Д-р Райф решил да използва феномена, при който силната светлина стимулира вътрешна флуоресценция на образеца. Насищането на образеца с ултравиолетова светлина измествало точката на дивергенция в самия образец вместо зад него, което го принуждавало да започне самият той да излъчва ултравиолетови лъчи. Призматичните микроскопи на д-р Райф били незабавно поръчани от Медицинския институт на Северозападния университет, фондация „Майо“, Британската лаборатория за тропическа медицина и други престижни научни институции. Моделите постигали увеличение и резолюция до 18 000 диаметъра. Д-р Райф разработил система, с която избрани части от ултравиолетовия спектър можели да се разделят и да се насочат към образеца с помощта на поляризатор. Включването на този компонент към системата щяло да позволи на образеца да излъчва светлина в собствения си спектър на абсорбиране, като и най-малките частици щели да излъчват с максималните си възможности.

### Дейност през периода от 1930 до 1940 г.
През 1931 г. с помощта на новите модели на призматичния микроскоп д-р Райф и д-р А. И. Кендал от Медицинския институт на Северозападния университет можели да наблюдават, демонстрират и фотографират „поддаващите се на филтриране“ патогени (вируси). Нещо повече – може би за първи път те можели да различат преминаването им от латентно в активно състояние за определен период от време. Прясно приготвените култури били разглеждани на определени етапи, с което се разкривали периодите на латентност и активност. Започнала колосалната задача да се каталогизират патогенните вируси. Д-р Райф се постарал да документира всяко свое откритие. По онова време било новост всеки образ да се записва на камера, а също и с фотографии. Изследователят методично минавал през всеки възможен патогенен образец и фотографирал смъртоносните организми, като предлагал нови методи и устройства за лечение. За да унищожи микробите, Райф използвал същия физичен принцип, който му помогнал да ги наблюдава живи – принципа на резонанса. Атакувайки ги чрез честотен генератор настроен с тяхната резонансна честота, но с много по-голям интензитет, той предизвиквал разрушаването им. Честотния генератор от началото на 1930-те години който Райф използва, е модифициран „MOPA“ генератор, което е съкратено от „Master Oscillator Power Amplifier“. Тези генератори са използвани във флота. Около 1936 г. Райф решил, че е необходимо да се образува независима фирма за производство на компактни, евтини и по-лесно управляеми машини от огромния „MOPA“ генератор в лабораторията си. За тази цел е нает Филип Хойланд, електроинженер от Пасадена, Калифорния. Новият апарат имал на изхода лампа с форма на пресечен конус и цокъл с едисонова резба, захранена с 50W. Можел да работи с две честоти едновременно, всяка с възможност за настройка. Хойланд прилага уникално решение - подадените на излъчвателя две синусоидални аудио честоти формират над сто високочестотни хармонични странични ленти едновременно, тоест хармонична машина, чиито сложен изходен сигнал е трудно да бъде възпроизведен дори със съвременната електроника. Това осигурява отлична защита на апарата срещу копиране - в продължение на десетилетия хората погрешно са смятали, че машината на Хойланд / Райф работи с фиксирана аудио честота. Нито един от инструментите на д-р Райф не е притежавал възможностите, която този апарат е имал. Въпреки че е неефикасен в лабораторията за намиране отделни честоти на микроорганизмите, е идеален за клинична употреба. През 1937 г. Райф, Хойланд, Бен Колон и д-р Кауч основават корпорация Beam Ray с идеята за производство и разпространение на машините за клиницисти и лекари. Произведени са най-малко 14 машини. Последвалите опити с тях между 1935 и 1938 г. затвърдили първоначалния успех и същевременно предизвикали силното безпокойство на медицинската индустрия. След като се запознава с постиженията му, шефът на АМА (Американската медицинска асоциация) по това време Морис Фишбейн му предлага да откупи патента над изобретението за период от 8 години. А именно АМА да придобие изключителни права над съответния метод, като реши как да го използва (или да не го използва под различни предлози). Райф отказва, но е принуден да прекрати дейността си, защото Американската медицинска асоциация (АМА) възбужда съдебен процес срещу него и методите му на лечение.

### Дейност през периода от 1940 до 1950 г.
Когато през 1940 г. умира сестрата на Тимкин Емилия Сии Бриджис, Райф губи своя основен спонсор – жената, която често нарича „моята втора майка“. Още през май 1939 г. Хойланд завежда дело срещу корпорация Beam Ray, твърдейки че фирмата се опитва да премести производството и продажбата на генератора Hoyland Rife Ray в Англия, и по този начин да намали или премахне авторските възнаграждения които му се полагат. Делото е приключило на 6 декември същата година, и Хойланд е осъден да заплати разходите по него. Счита се че той никога повече не е работил в областта на електрониката, но корпорацията Beam Ray след това дело е ликвидирана. Малък кръг от лекари в Калифорния продължават да лекуват пациенти с наличните генератори Hoyland Rife Ray въпреки натиска от страна на АМА, благодарение на защитата от страна на д-р Милбанк Джонсън - много авторитетно медицинско лице. Д-р Джонсън почива през 1944 г., и всички пречки пред AMA отпадат. Лишен от средства и защита, Райф е в предфалитно състояние и през 1946 г. е принуден да разпродаде каквото е останало от лабораторията си в Сан Диего парче по парче. По това време му е било препоръчано да прекарва не повече от 2 часа на ден в работа с микроскоп, тъй като дългите години на работа с оптика са засегнали неговото зрение. Към това се прибавят и проблеми с алкохола.

### Дейност през периода от 1950 до 1960 г.
През 1950 г. Райф се среща с Джон Крейн, който иска да купи един от неговите апарати. Райф разказва на Крейн за микроскопите които е построил, също и за тръбния плазмено лъчев генератор Hoyland Rife Ray – използван, за да се лекуват много заболявания. През същата година Джон Марш става ръководител на Крейн в компанията Convair. Съпругата Марш е болна от рак и лекарите препоръчват специализирано лечение. Марш разказва на Крейн за болестта на жена му и той го среща с Райф. Марш умолява Райф за неговата помощ, и той успява да помогне. Марш и Крейн били толкова впечатлени от чудотворните резултати, постигнати с генератора на честота, че решават да убедят Райф да работи с тях, за да помогне на хората, които страдат от нелечими заболявания. Крейн създава компания, наречена Allied Industries, която да произвежда серийно инструмента „Райф Рей“. Райф и Марш са партньори в компанията. Райф осигурява техническата и научна експертиза, а Марш отговарял за продажбите и маркетинга. Верн Томпсън е нает като Инженер по електроника. Въпреки че голяма част от документацията на Райф е била разрушена в средата на 1939 г., Райф е направил всичко по силите си да осигури новата компания с информация по отношение на проектирането и изграждането на генератора, включително подробности за честотите, които са били използвани. За щастие, д-р Gruner от Канада, който е работил с Райф през 1930, имал електрическата схема на Hoyland Rife Ray и изпраща копие. Започват да проектират новия апарат AZ-58, който работел с преки апликатори. Крейн считал че стария тип инструменти с тръбни плазмено лъчеви излъчватели ще имат затруднения при получаване на лиценз за медицински устройства, и се е надявал, че една машина с контактни електроди, вместо с лъчева тръба, би постигнала същите резултати и ще е по-приемлива за медицински власти. Райф очевидно е подкрепил това. Първите прототипи не работят много добре поради проблеми с настройката на честотите, но проблема е преодолян. През декември 1953 г., обнадежден, че работата му се възражда, Райф написва доклад, озаглавен „История на развитието на успешно лечение на рак и други вируси, бактерии и гъбички“. Института в Сан Диего, публикува този доклад. Въпреки това официалните медицински власти игнорират доклада. Райф е бил информиран, че трябва да бъдат събрани съществени доказателства, от достатъчно лекари, преди заявката за патент да бъде приета. Има опозиция от страна на Министерството на общественото здраве в Калифорния и той вече е имал проблеми с властите в Солт Лейк Сити. Тогава Крейн решава да отдаде под аренда произведените от Allied Industries апарати на лекари доброволци, за да се изгради експериментална база данни и по този начин да докаже „полезността“ на устройството. Към края на 1960 г. АМА и FDA нахлули в офиса на Крейн и конфискуват оборудване, електронни части, инженерни данни, научни данни и доклади, дори частните писма и фактури. Крейн е даден под съд, а Райф, който е на 73 години и не е в състояние да се справя с повече насилие от страна на властите, се укрива в Мексико. На 7 март 1961 г., докато е в Мексико, Райф обещава да помогне със защитата на Крейн.

### Дейност през периода от 1960 до 1970 г.
През пролетта на 1961 г. на делото „Народът на щата Калифорния vs. John Marsh, Lallas Bateson, and John Crane“ е даден ход. От самото начало на обвиняемите не е било позволено да използват иззетите протоколи и материали, за собствената си защита. Съдията не позволил и поисканото от Райф отлагане с цел бъдат представени като доказателство медицинските доклади от 1930 и 1940 година. Също така не е разрешено да бъдат представени и документи от лекарите използващи метода. Единственото медицинско становище, осигурено от щата Калифорния е от д-р Пол Шеа, който е бил помолен от Департамента за обществено здраве да оцени честотния генератор 2 месеца преди процеса. Д-р Шеа признава, че „никога не се е опитвал да направи тестове с уреда, просто го разгледал и решил, че той няма лечебни свойства и не се поддава на употреба“. Съдебният процес продължил 24 дни, като Крейн и Марш са признати за виновни и осъдени на 10 години затвор. В затвора Крейн учи право и пише жалба до Върховния съд, постигайки предсрочно освобождаване за себе си и Марш след излежаване на 3 години и 1 месец. След като са освободени под гаранция през 1964 г., те са под полицейско наблюдение в Сан Диего и трябва да спазват редица ограничения. Въпреки че нещата в тяхната съвместна фирма са в пълна бъркотия, Крейн се захваща отново за работа. През декември 1964 г. се среща с Рокуел, който започва да работи за тях. Някъде в края на 1965 г., Райф се връща от Мексико, но остава на заден план. През октомври 1965 г., Крейн подава заявление до Управителния съвет за обществено здраве в Калифорния относно одобрението на инструмента за честота. На 4 март 1968 г. Райф подписва документи с които завещава правата върху изобретенията си на Крейн. През 1970 г. те продължават да търсят финансиране, обръщайки се към Националния институт за рака, Рокфелеровата фондация и други организации.

### Критика
През 1939 г. местният клон на Медицинската асоциация изправил д-р Райф пред Върховния съд в Сан Диего, но обвинението изгубило делото. Д-р Райф не можел да бъде обвинен в лекарска небрежност, тъй като бил патолог, изследовател и конструктор на медицинско оборудване. Въпреки това репутацията му е опетнена и научните списания отказват да публикуват негови статии. Медицинската асоциация наредила нито един неин член, който използва устройства на Райф, да не може да упражнява професията си на територията на Съединените щати.
Д-р Райф умира в забвение през 1971 г. Той разработва технологии, които и днес се прилагат в електрониката, биохимията, радиохимията, балистиката и авиацията. Може да се каже, че той развива биоелектричната медицина. Между изобретенията му са: хетеродинен ултравиолетов микроскоп, микродисектор и микроманипулатор.